# Jarramplas

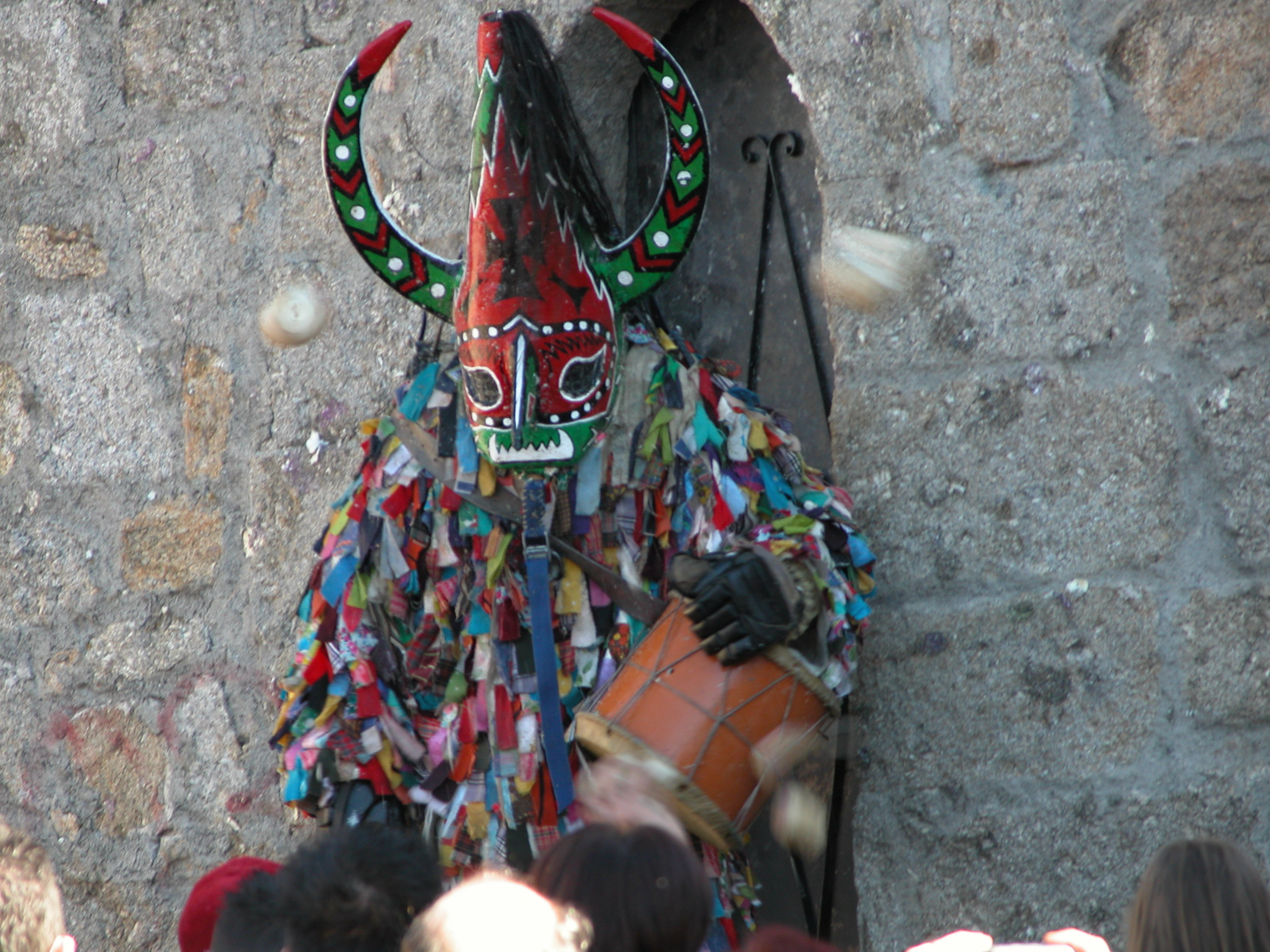
Jarramplas

Jarramplas es una fiesta que se celebra en la localidad española de Piornal en la provincia de Cáceres. Está declarada como Fiesta de Interés Turístico de Extremadura y Fiesta de Interés Turístico Nacional. Se celebra cada 19 y 20 de enero.

## Festividad
Jarramplas es un personaje vestido con una chaqueta y pantalón de los que cuelgan una multitud de cintas multicolores cosidas a mano, la cabeza va cubierta con una máscara cónica de fibra de vidrio que tiene dos cuernos y una gran nariz.
Durante los días 19 (el día 19 se visten los mayordomos) y 20 (los jarramplas o el jarramplas) de enero, Jarramplas, hace un recorrido por las calles de Piornal tocando un tamboril, a la vez que los vecinos en forma de castigo, porque antiguamente a Jarramplas se le veía como un ladrón de ganado, le tiran verduras y hortalizas. Antiguamente se le lanzaban patatas, pero hoy se le tiran nabos. 
El día 19 es una especie de preparativo de lo que el 20 pasará. La gran lluvia de impactos ha hecho que en los últimos años la persona encargada de su representación lleve bajo el traje una armadura de fibra de vidrio o de carbono para amortiguar los golpes.
La fiesta durará hasta que Jarramplas aguante, siendo motivo de orgullo para la persona encargada de dar vida a este personaje.
Jarramplas es una tradición que se mantiene viva en los piornalegos, siendo costumbre, muchas veces, que los padres apunten a sus hijos desde que son pequeños para poder ser "Jarramplas" años después, si bien la lista es bastante amplia y se pueden conocer los nombres de los futuros Jarramplas y Mayordomos con bastantes años de antelación.